# 肯特·米切尔
肯特·米切尔（英語：Kent Mitchell，1939年3月29日—），美国男子赛艇运动员。他曾代表美国参加1960年和1964年夏季奥林匹克运动会赛艇比赛，获得一枚金牌和一枚铜牌。